# Demonologia

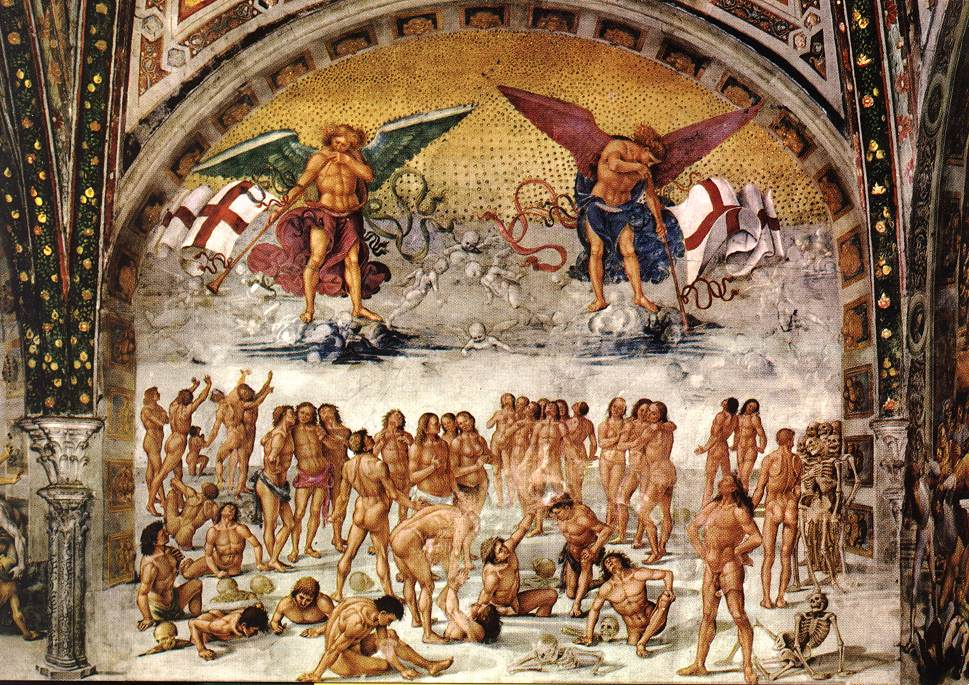
"The Damned", afresco da Capela de São Brício, Orvieto, Itália, século XV, pintado por Luca Signorelli.

Demonologia é o estudo sistemático do demônio e suas relações estabelecidas com os seres humanos, nas quais se diferencia, por exemplo, a separação entre bons e maus espíritos. Comumente, essa "ciência do demônio" envolve a análise de textos bíblicos e sagrados, tornando-se, assim, um ramo da Teologia. Essa área de estudo, no entanto, não é atrelada a um culto aos demônios ou a figuras fantásticas, mas possui, a partir de metodologias históricas e antropológicas, um olhar crítico e social sobre a construção de maléficos seres e suas implicações socioculturais. Nessa abordagem, a figura do demônio não é vista como única e imutável, mas sim como historicamente circunscrita.

## Demonologia na Época Moderna
A figura do demônio e de seus colaboradores no mundo terreno, como as bruxas, possuem importante papel na produção teórica durante a Época Moderna, tanto em construções teológicas e no imaginário popular, quanto na produção de conhecimentos científicos. Inclusive, apesar da comum atribuição da caça às bruxas ao período medieval, seu apogeu ocorreu, na realidade, já na modernidade, entre 1560 e 1660, em especial em territórios franceses, suíços, escoceses e do findado Sacro Império Romano Germânico, o qual contou com aproximadamente 50 mil condenações por bruxaria.

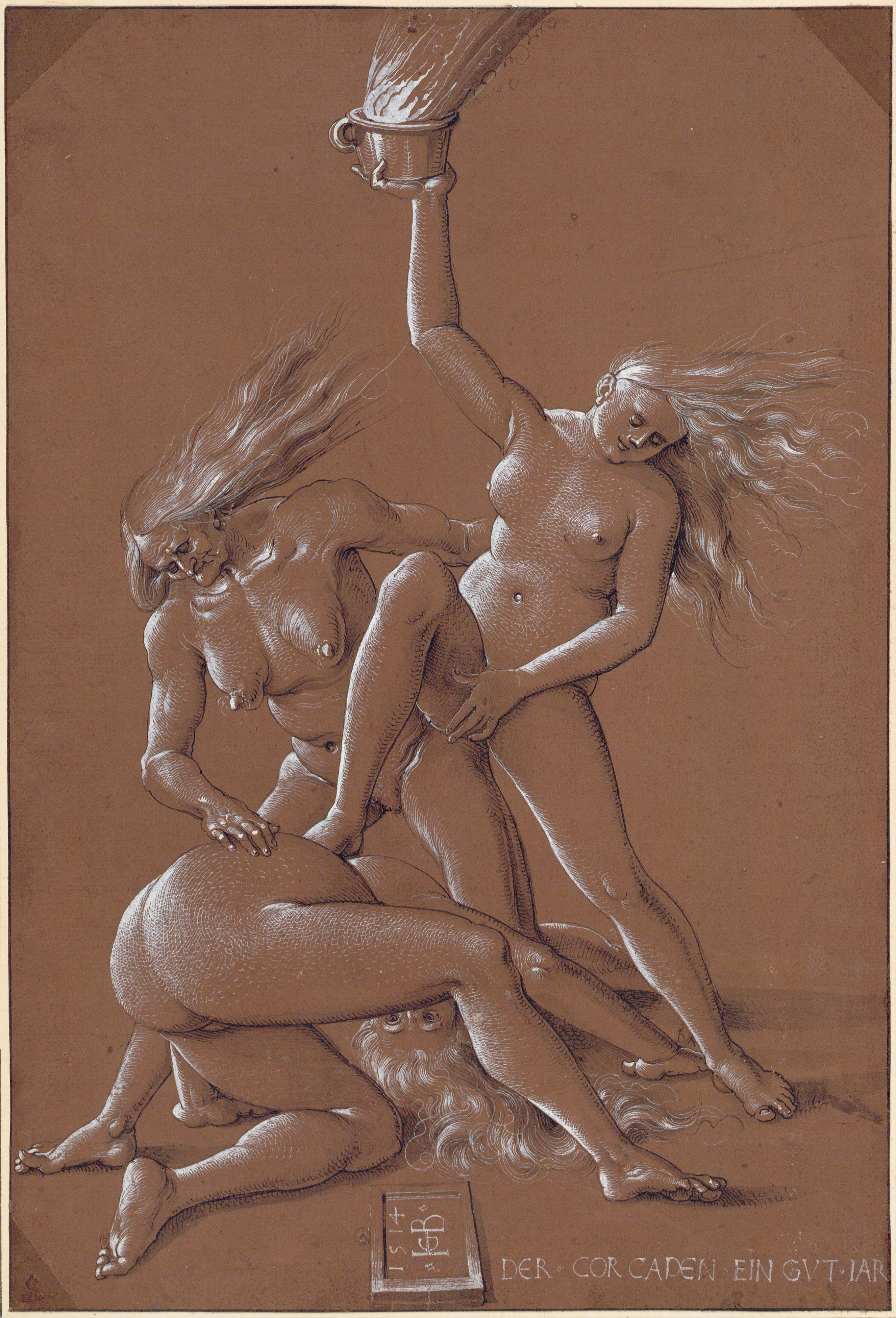
Na obra "Saudação de Ano Novo com Três Bruxas" (1514), de Hans Baldung, é possível observar construção da bruxaria no início da Época Moderna a partir da presença do ato carnal junto à noção de inversão, vista na posição revirada da primeira bruxa (da esquerda para a direita)

A construção do olhar sobre o demônio e as bruxas no período está fortemente conectada com as noções de gênero do período, baseadas na inferioridade das mulheres, as quais, por uma essência diferente dos homens e mais atrelada à luxúria e ao ato carnal, possuíam uma natural tendência ao pecado e maior fragilidade com a fé divina (a palavra feminina, com isso, viria a junção, do latim, de fe e minus, ou seja, menos fé em Deus). O estigma da bruxaria, no entanto, não recaía sobre todas as mulheres, mas sim naquelas que agiam de forma contrária às ações esperada ao gênero feminino, tornando a própria demonologia da época sistematizada a partir de uma fixa oposição entre estereotipadas atitudes consideradas masculinas e femininas. O demônio e a bruxa eram, com isso, a inversão da ordem tida como natural e divina.
A demonologia também esteve atrelada ao desenvolvimento da ciência, especialmente até o final do século XVII, a qual, apesar da revolução científica, ainda acreditava em atividades sobrenaturais, que incluíam a figura demoníaca e a prática de feitiçaria. A partir disso, grandes pensadores da época, como Robert Boyle, Isaac Newton, William Petty e Robert Hooke, escreveram acerca da existência de princípios ocultos da matéria, que não raramente se confundiam com noções demonológicas. Assim, no período moderno, a crença em bruxaria e na influência do demônio na vida humana não se contradiziam com a busca da integridade da ciência.

## Demonologia Cristã
Uma das mais extensas exposições sobre demonologia cristã é o Malleus Maleficarum, de  Heinrich Kraemer e James Sprenger. Servindo como um guia inquisitorial, a obra discorre acerca da teorização e identificação da ação de bruxas e suas relação, em especial sexual, com o demônio.
A demonologia se refere a catálogos que tentam nomear e definir uma hierarquia de demônios e espíritos malignos. Nesse sentido, a demonologia pode ser vista como uma imagem em espelho ou um ramo da angeologia, que estuda os anjos. O medo relacionado à ação demoníaca, no entanto, não é presente em todas a história cristã, surgindo principalmente a partir das ideias de Tomas de Aquino

## Islamismo, judaísmo e zoroastrismo
No Islã, o demônio "Iblis" (Satã no cristianismo) não era um anjo, mas algo diferente, um "Jinn", visto que os humanos teriam sido criados da terra, anjos oriundos da luz,  e o jinn, do fogo. Os "Jinn" não seriam necessariamente maus, poderiam ser bons ou pecadores, assim como os humanos. Portanto, os jinn e humanos seriam as únicas criações de Deus com livre-arbítrio, enquanto anjos só poderiam seguir a vontade de Deus.
Muitos estudiosos acreditam que o judaísmo recebeu originalmente os conceitos de escatologia, angelologia e demonologia do Zoroastrismo. Na tradição do zoroastrismo, Aúra-mazda, força do bem, eventualmente seria vitorioso em uma batalha com a força do mal conhecida como Arimã. No Corão, quando Deus ordenou àqueles que presenciaram a criação de Adão, que se ajoelhassem perante ele, "Iblis" se recusou a fazê-lo, e então foi condenado por recusar a obedecer a vontade de Deus. 

## Budismo e hinduísmo
Algumas correntes do budismo afirmam a existência de infernos, frios e quentes. O hinduísmo contém tradições de combates entre seus deuses e vários adversários, como o combate de Indra e Vritra. Outras correntes do budismo usam 6 infernos e demônios apenas como metáforas para estados de consciência, e não utilizam o conceito de pecado, mas sim ação e reação, causa e efeito, karma: Quando uma pessoa comete, por exemplo, algum tipo de violência, poderá ter pensamentos ruins, angústia, arrependimento, insônia, traumas emocionais.